# John Howcroft
John Howcroft était un arbitre anglais de football des années 1900 et 1910.

## Carrière
Il a officié dans une compétition majeure : 
- JO 1908 (1 match)